# Henning Krause

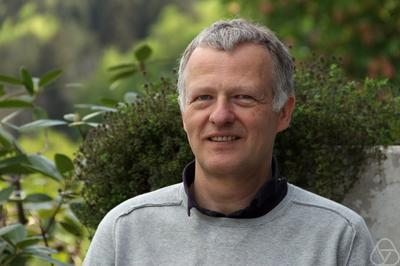
Krause, Oberwolfach 2015

Henning Krause (* 1962 in Bremerhaven) ist ein deutscher Mathematiker, der sich mit Algebra und speziell Darstellungstheorie befasst.
Krause studierte ab 1981 Mathematik und Soziologie an der FU Berlin mit dem Diplom 1988 und setzte sein Studium in Liverpool und Bielefeld fort. 1991 wurde er bei Claus Michael Ringel an der Universität Bielefeld promoviert (Endomorphismen von Worten in einem Köcher). Als Post-Doktorand war er in Bielefeld und 1991/92 an der Brandeis University. 1998 habilitierte er sich in Bielefeld (The spectrum of a module category) und wurde Oberassistent. 1999 war er Gastprofessor an der University of California, Santa Barbara. 2001/02 arbeitete er in einer Software-Firma in München und war 2002/03 University Research Fellow in Leeds. 2003 wurde er Professor an der Universität Paderborn, wo er 2008 bis 2010 Prodekan für Mathematik war, und seit 2010 ist er Professor in Bielefeld.
Er ist Fellow der American Mathematical Society (2017). 2012 bis 2015 war er Gastprofessor an der University of Science and Technology of China in Hefei.
2017 bis 2020 war er mit Stefan Teufel und Otmar Venjakob geschäftsführender Herausgeber von Documenta Mathematica.

## Schriften (Auswahl)
- mit C. M. Ringel (Hrsg.): Infinite length modules, Proceedings of the Euroconference `Infinite length modules' 1998 in Bielefeld, Birkhäauser Verlag 2000
- The spectrum of a module category, Memoirs American Mathematical Society, 2001
- Smashing subcategories and the telescope conjecture: an algebraic approach, Invent. Math., Band 139, 2000, S. 99–133.
- mit L. Angeleri Hügel, D. Happel: Handbook Tilting Theory, Cambridge University Press, LMS Lecture Notes Series 332, 2007
- mit D. J. Benson, S. B. Iyengar (Hrsg.): Representations of finite groups: Local cohomology and support, Oberwolfach Seminars 43, Birkhäuser Verlag 2012
- mit D. J. Benson, A. Skowronski (Hrsg.): Advances in Representation Theory of Algebras, EMS Publishing House, 2013
- mit D. J. Benson, S. B. Iyengar: Stratifying modular representations of finite groups, Annals of Mathematics, Band 174, 2012, S. 1643–1684,
- mit P. Littelmann, Gunter Malle, Karl-Hermann Neeb, Christoph Schweigert: Representation Theory, Current Trends and Perspectives, EMS Publishing House, 2017